# Ornacieux
Ornacieux korábbi község (település) Franciaországban, Isère megyében. 2019. január 1-jén Balbins községgel egyesült és Ornacieux-Balbins új község része lett.
Lakosainak száma 398 fő (2018. január 1.). Ornacieux Semons, Arzay, Balbins, Bossieu, Commelle, La Côte-Saint-André és Penol községekkel határos.

## Népesség
A település népességének változása:
| Lakosok száma | 399  | 416  | 419  | 404  | 398  |
|               | 2013 | 2015 | 2016 | 2017 | 2018 |